# 埃伦·巴尔金
埃伦·巴尔金（英語：Ellen Barkin，1954年4月16日—），美国女演员。曾获得黄金时段艾美奖迷你影集／电视电影最佳女主角。1989年曾與金獎影帝艾爾·帕西諾合演《激情劊子手》一片成名，自1980年代中接演電影，多演出金髮性感美女，至2千年代中約30部，近年則減少演出。